# Nanjing (socken)
Nanjing (kinesiska: 南京, 南京乡) är en socken i Kina. Den ligger i provinsen Hunan, i den södra delen av landet, omkring 210 kilometer söder om provinshuvudstaden Changsha. Antalet invånare är 17037. Befolkningen består av 8 250 kvinnor och 8 787 män. Barn under 15 år utgör 30 %, vuxna 15-64 år 59 %, och äldre över 65 år 9,0 %.
Genomsnittlig årsnederbörd är 1 752 millimeter. Den regnigaste månaden är maj, med i genomsnitt 264 mm nederbörd, och den torraste är oktober, med 25 mm nederbörd.